# Протиставлення
Протиставлення — логічна операція над судженням, яка полягає в зміні його якості (ствердження на заперечення і навпаки) і одночасній перестановці місцями його суб'єкта і предиката. Щоб утворене судження зберігало значення істинності вихідного, необхідно в процесі протиставлення дотримуватися певних правил. Зокрема, зміну якості проводити як подвійне заперечення, загальностверджувальне судження перетворювати на загальнозаперечне і частковозаперечне — на частковостверджувальне. Операцію протиставлення часто використовують, як безпосередній умовивід, тобто умовивід з одного засновку. Це заміна дієслова на іменник